# Winthemia carocalae
Winthemia carocalae là một loài ruồi trong họ Tachinidae.